# Kourtaliotiko-Schlucht

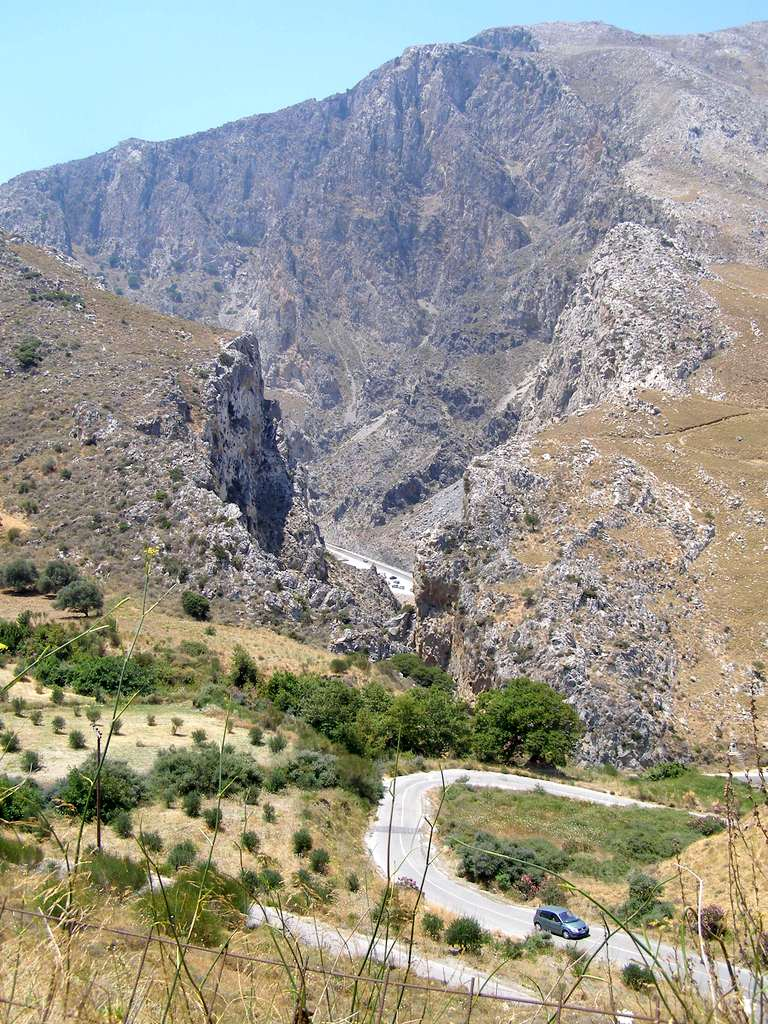
Schluchteingang von Norden

Die Kourtaliotiko-Schlucht (griechisch Κουρταλιώτικο φαράγγι) ist ein Gebirgseinschnitt im Süden der griechischen Insel Kreta, zwischen den Bergen des westlich gelegenen Kouroupa und dem östlichen Xiro. Sie liegt in der Gemeinde Finikas im Regionalbezirk Rethymno. Den Grund der Schlucht bildet das Bachbett des Megalopotamos (Μεγαλοπόταμος) oder auch Kourtaliotis (Κουρταλιώτης), einem der zehn bis zum Meer ständig wasserführenden Fließgewässer auf Kreta.
Die recht vegetationsarme Schlucht mit ihren natürlichen Höhlen ist Nist- und Brutplatz mehrerer geschützter Greifvogelarten, beispielsweise des Lämmergeiers und des Goldadlers. Namensgeber der Schlucht ist der Heilige Nikolaos mit seinem Beinamen griechisch ο Κουρταλιώτης o Kourtaliotis („der Klapperer“ bzw. „der Lärmende“). Der Legende nach schlug er mit seinem Stab auf den Fels, woraufhin die sieben heute noch sprudelnden Quellen entsprangen. Ihm zu Ehren wurde in der Schlucht bei den Quellen eine Kapelle gebaut – Agios Nikolaos.
Ab der Kapelle führt der Fluss Kourtaliotis ganzjährig viel Wasser und wird deshalb auch Megalopotamos („Großer Fluss“) genannt. Er mündet beim Palmenstrand von Preveli ins Meer. Ein großer Teil des Wassers wird aber vorher zur Bewässerung der südlichen Ebene von Finikas in einen künstlichen Bewässerungskanal abgezweigt.
Durch die Schlucht führt die Verbindungsstraße von der Bezirkshauptstadt Rethymno im Norden Kretas bis an die Südküste nach Plakias und Preveli. Sie wurde erst Anfang der 1960er-Jahre asphaltiert und ist heute eine der spektakulärsten Schluchtdurchfahrten Kretas. Die Felswände links und rechts ragen bis zu 250 Meter steil empor, wobei das Flussbett stellenweise noch über 100 Meter unter Straßenniveau liegt.

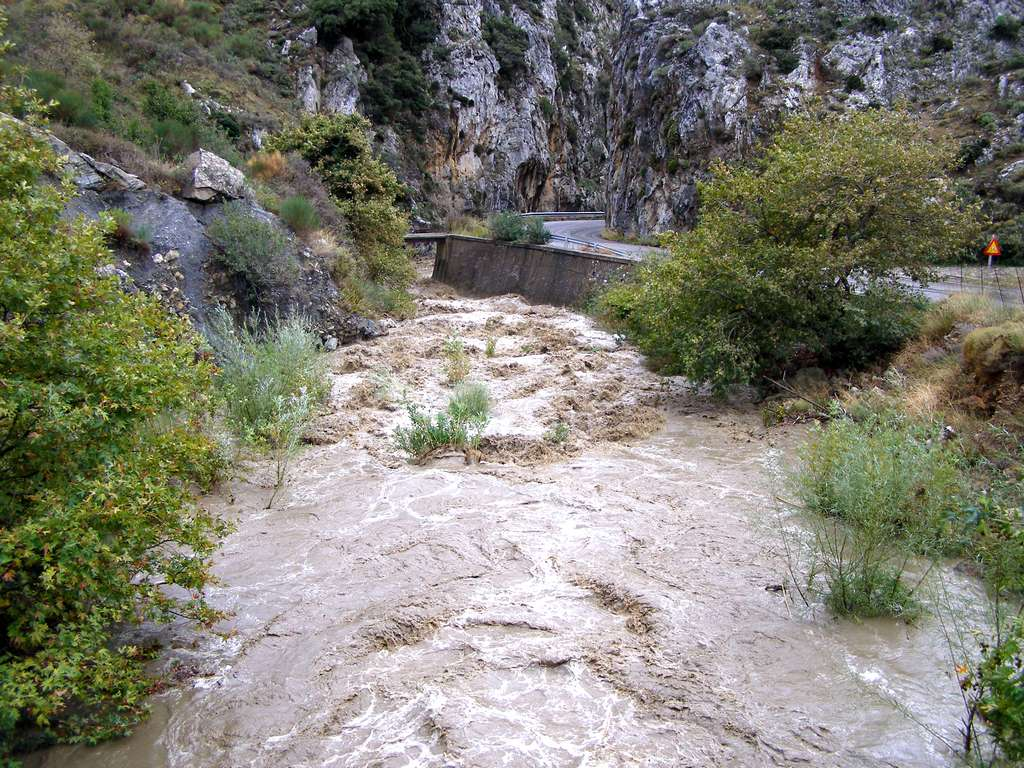
Lauf des Megalopotamos durch die Schlucht
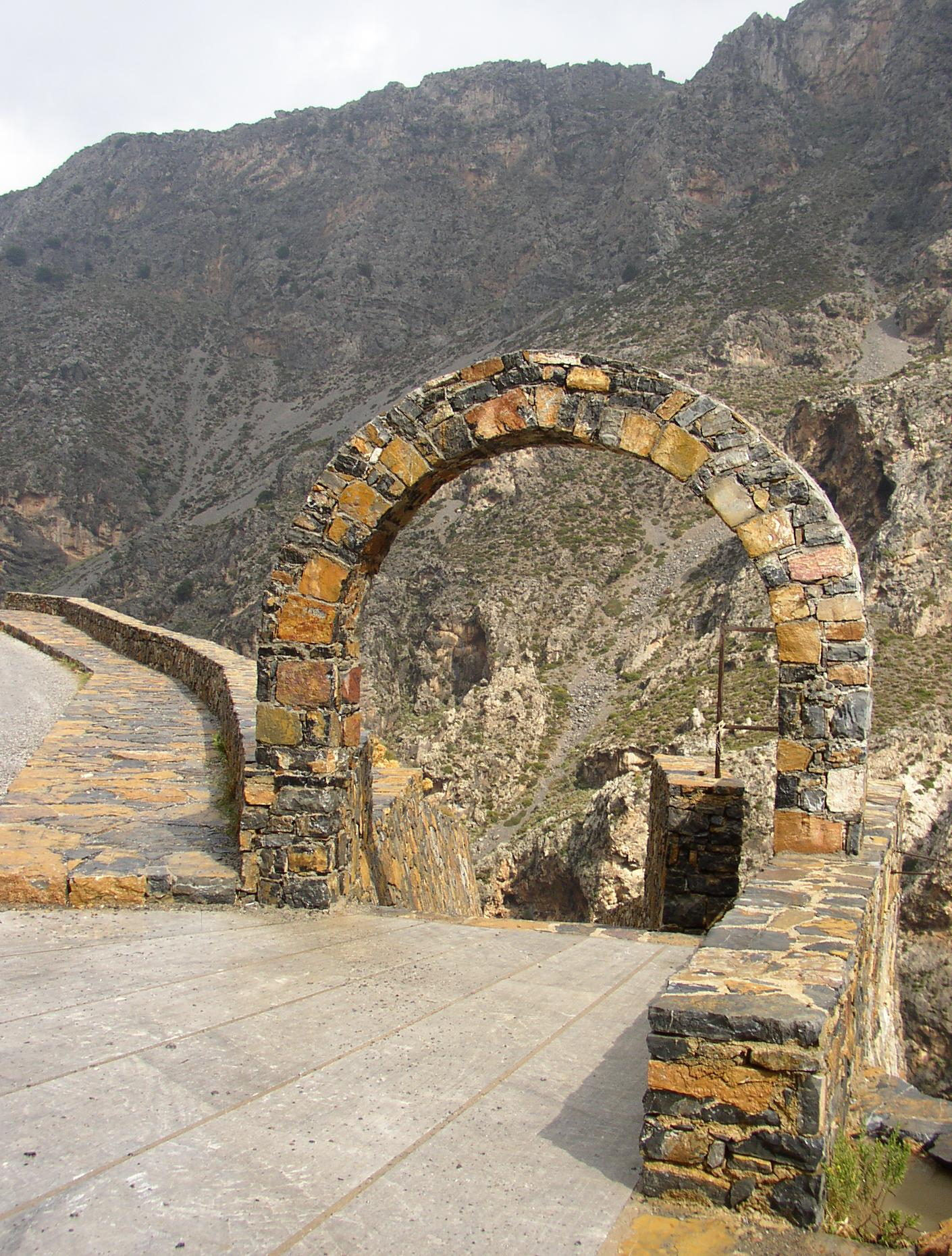
Steinbogen am Zugang zur Ag. Nikolaos Kapelle
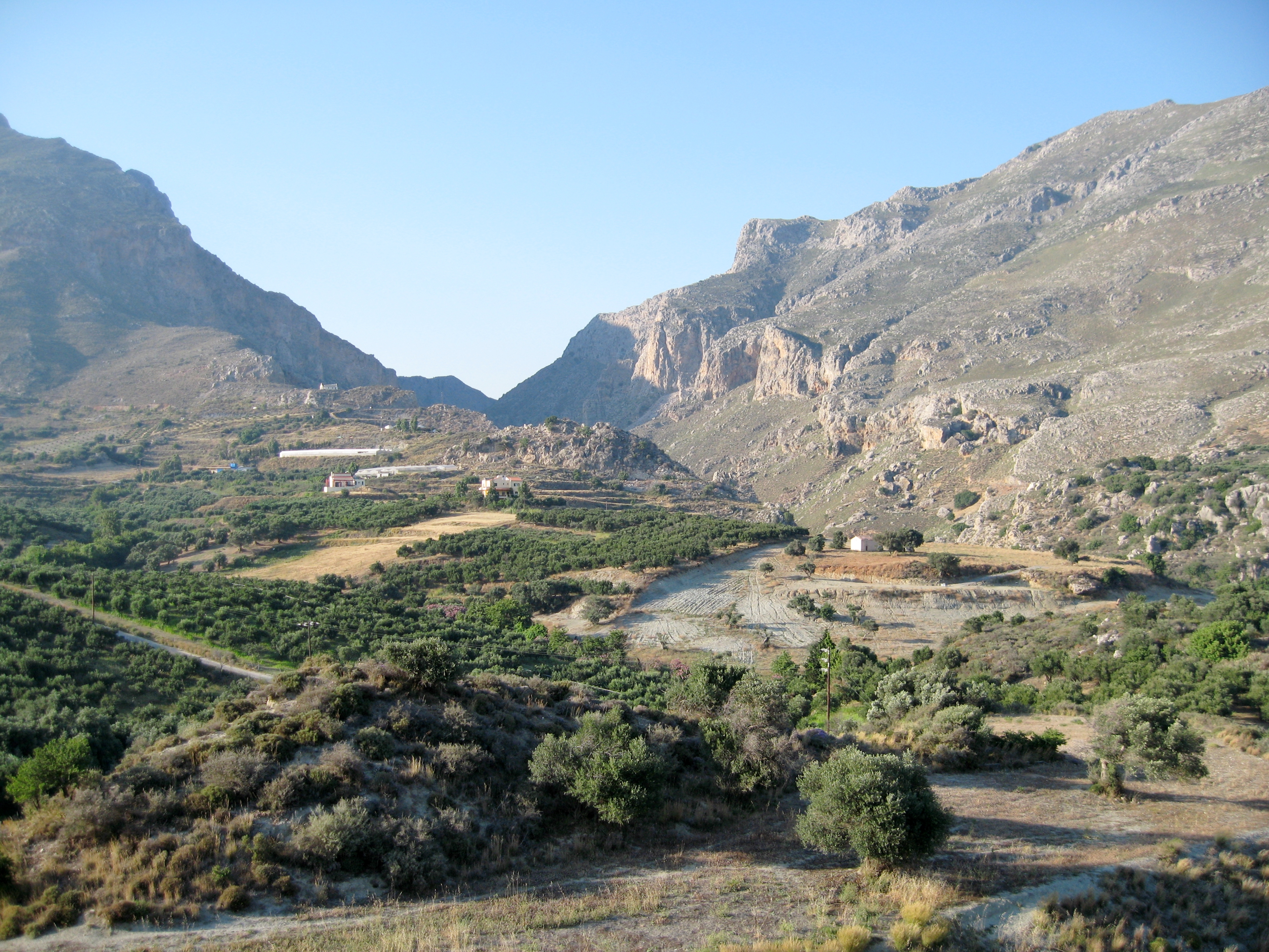
Südlicher Schluchtausgang